# Vinet/Pontaise
Vinet/Pontaise est un quartier de la ville de Lausanne, en Suisse.

## Démographie
Avec une population, en 2017, de 7 493 habitants, dont 3 326 étrangers (44,4%), le quartier Vinet/Pontaise abrite 5% de la population lausannoise. 

## Délimitation
Le quartier Vinet/Pontaise recouvre 33,6 ha, ce qui correspond à 1% de la surface de la commune, et regroupe les secteurs suivants, :
- Pré-du-Marché (1501)[Note 1]
- Valentin (1502)
- Pontaise (1503)

Le quartier est situé au centre de la ville ; il est délimité au sud par le quartier du centre, au nord-est par le quartier de Borde/Bellevaux et au nord-ouest par les quartiers de Maupas/Valency, de Beaulieu/Grey/Boisy et de Bossons/Blécherette.

## Transports publics
- Bus : lignes 1, 2, 3, 8, 16, 19, 21, 22[4]

## Bâtiments publics
- Clinique de La Source
- Institut et Haute École de Santé La Source
- Stade olympique de la Pontaise